# Cardiotermia

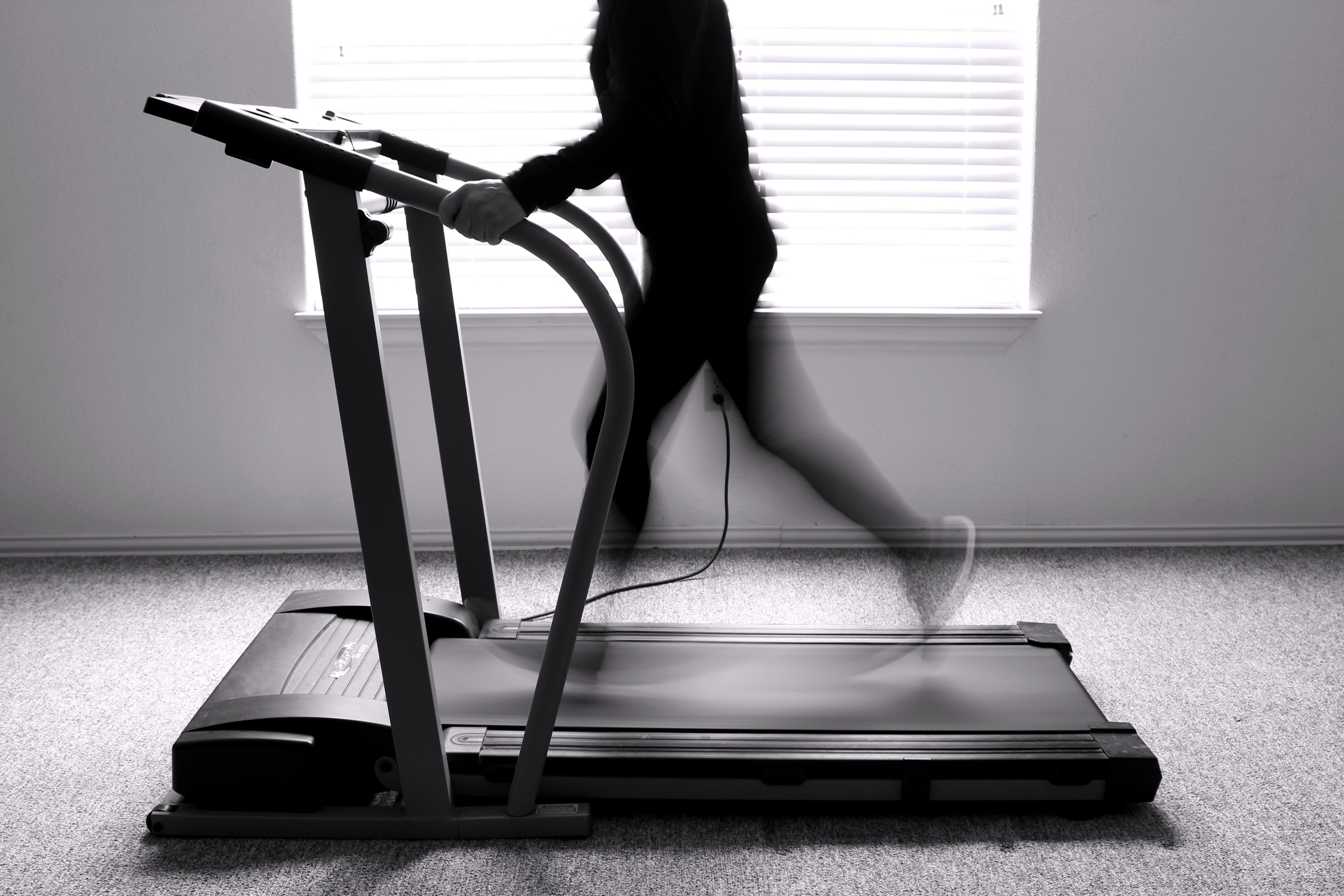
Persona en una cinta para correr. La cardiotermia es el aprovechamiento del calor generado por las personas al hacer ejercicio.

La cardiotermia es el aprovechamiento del calor generado por las personas al realizar ejercicios de alta intensidad para climatizar las salas donde los realizan o el agua de las duchas de los vestuarios. Se puede considerar una fuente de energía renovable y no emite gases de efecto invernadero.
Una instalación de cardiotermia en el Club de Natació Sabadell consiguió eliminar el consumo de gas natural para calentar el agua de las duchas, a cambio de aumentar, por las bombas de calor, un 20 % el gasto de electricidad, que pudo ser suplido con paneles solares. Esta instalación obtuvo un premio a la eficiencia energética.
Una discoteca de Glasgow, aprovechando el calor desprendido por una asistencia pico de alrededor de 1 000 personas, ha eliminado 3 calderas de agua caliente y puede utilizar esa energía para refrigerar la propia pista de baile.
Al contrario de los dispositivos termoeléctricos, que se colocan directamente sobre la persona y pueden dar sensación de frío, la cardiotermia aprovecha el aire que calientan las personas, y no es molesta para ellas, ni siquiera perceptible. 